# Dieter Naumann
Dieter Ludwig Hermann Naumann (* 24. Januar 1920 in Nienburg/Weser; † 25. März 1992 in Linz, Österreich) war ein deutscher Schauspieler bei Bühne und Fernsehen sowie ein Hörspielsprecher.

## Leben und Wirken
Naumann besuchte von 1930 bis 1938 das Wilhelmsgymnasium Kassel und ließ sich in derselben Stadt von 1942 bis 1944 zum Schauspieler ausbilden. Ebenfalls dort (Staatstheater Kassel) gab er 1945 sein Bühnendebüt mit dem Pylades in Goethes Iphigenie auf Tauris. Naumanns Rollenfach war zunächst das des Charakterliebhabers, später auch das des Charakterdarstellers. Nach seinem Weggang aus Kassel ging Naumann für eine Spielzeit (1948/49) nach Passau und für eine weitere (1949/50) an das Neue Westfalentheater in Gütersloh. Gastspiele führten ihn 1950/51 nach Bremen, von 1951 bis 1954 war er in der Hansestadt festangestellt. 1954 erfolgte der Wechsel ans Staatstheater Oldenburg. Danach sah man ihn an Theatern in Hamburg, mehreren Bühnen im Rheinland und schließlich im oberösterreichischen Linz, wo er bis in die 1980er Jahre hinein wirkte und 1992 starb.
Naumanns frühe Bühnenrollen umfassen unter anderem den Laertes in Hamlet, den St. Just in Dantons Tod, den Hartmann in Des Teufels General, den Gottwald in Hanneles Himmelfahrt, den Orest in Iphigenie, den Hector in Der Ball der Diebe, den Niclas in Die Dame ist nicht fürs Feuer, den Fjodor in Der heilige Dämon, den Arnold Kramer in Michael Kramer und den Wurm in Kabale und Liebe.
Der schmale und sehr hagere Schauspieler machte sich auch einen Namen als Sprecher zahlreicher Hörspiele und trat in den 1960er Jahren mehrfach vor Fernsehkameras. In den acht Folgen der Serie Schaumagazin spielte er 1966 den Magazinmann.

## Filmografie (Auswahl)
- 1961: Der Kreidekreis
- 1962: Theorie und Praxis
- 1963: Ein Todesfall wird vorbereitet
- 1963: Der Fall Sacco und Vanzetti
- 1966: Schaumagazin (Fernsehserie)
- 1969: Das Rätsel von Piskov
- 1973: Wenn Annemarie ins Wasser geht
- 1989: Shalom, General

## Hörspiele (Auswahl)
- 1980: Alexandre Dumas der Jüngere: Halbwelt – Regie: Ferry Bauer (Hörspielbearbeitung – ORF Oberösterreich)
- 1980: Anton Tschechow: Schwedische Zündhölzer – Regie: Ferry Bauer (Hörspielbearbeitung – ORF Oberösterreich)
- 1981: Ephraim Kishon: Der Blaumilchkanal – Regie: Ferry Bauer (Original-Hörspiel, ORF Oberösterreich)
- 1981: Gerhart Hauptmann: Fuhrmann Henschel – Regie: Ferry Bauer (Hörspielbearbeitung – ORF Oberösterreich)